# Краснокаренская письменность
Краснокаренская письменность — совокупность систем письма, используемых для записи краснокаренского диалектного континуума, распространённого в Мьянме и Таиланде, и включающего 4 диалекта/языка: восточный кая, западный кая, ману и йинтале. Для записи этих языков/диалектов используются следующие системы письма:
- для восточного кая — письмо кая-ли[1], тайское письмо[2]
- для западного кая — письмо кая-ли, бирманское письмо, латиница[3]
- для ману — бирманское письмо, латиница[4]
- йинтале письменности не имеет[5]

## Кая-ли
Письмо кая-ли было создано краснокаренским деятелем Htae Bu Phae в марте 1962 года. Порядок букв и формы некоторых из них обнаруживают связь с другими системами письма, происходящими от письма брахми. Ряд знаков по форме близок к знакам бирманского письма, например ꤍ ← င, ꤗ ← မ и др.
Кая-ли, в отличие от большинства других систем письма Южной и Юго-Восточной Азии, является не абугидой, а полноценным алфавитом — знаки для инициалей по умолчанию не являются сочетанием согласного+гласного [a], а обозначают только согласный звук. Знаков для согласных в кая-ли 24 (фонетические значения приведены для западного кая):
| ꤊ   | ꤋ    | ꤌ   | ꤍ   | ꤎ   | ꤏ    | ꤐ   | ꤑ   | ꤒ   | ꤓ    | ꤔ   | ꤕ   | ꤖ    | ꤗ   | ꤘ   | ꤙ   | ꤚ   | ꤛ   | ꤜ   | ꤝ   | ꤞ       | ꤟ   | ꤠ   | ꤡ    |
| --- | ---- | --- | --- | --- | ---- | --- | --- | --- | ---- | --- | --- | ---- | --- | --- | --- | --- | --- | --- | --- | ------- | --- | --- | ---- |
| k   | kh   | g   | ng  | s   | sh   | zh  | ny  | t   | ht   | n   | p   | ph   | m   | d   | b   | r   | y   | l   | w   | th      | h   | v   | c    |
| [k] | [kʰ] | [ɡ] | [ŋ] | [s] | [sʰ] | [ʑ] | [ɲ] | [t] | [tʰ] | [n] | [p] | [pʰ] | [m] | [d] | [b] | [r] | [j] | [l] | [w] | [ɕ,θ,s] | [h] | [v] | [tɕ] |

Для гласных существуют 4 отдельных знака (ꤢ, ꤣ, ꤤ, ꤥ). Остальные гласные записываются с помощью диакритических знаков над буквой ꤢ (для собственно краснокаренских слов) и ꤣ (для заимствованных слов):
| ꤢ   | ꤣ   | ꤤ   | ꤥ   | ꤢꤦ   | ꤢꤧ   | ꤢꤨ   | ꤢꤩ   | ꤢꤪ   | ꤣꤦ    | ꤣꤧ    | ꤣꤨ    | ꤣꤩ    | ꤣꤪ    |
| --- | --- | --- | --- | --- | --- | --- | --- | --- | ---- | ---- | ---- | ---- | ---- |
| a   | ơ   | i   | ô   | ư   | e   | u   | ê   | o   | ơư   | ưe   | ơu   | ơê   | ơo   |
| [a] | [ɤ] | [i] | [o] | [ɯ] | [ɛ] | [u] | [e] | [ɔ] | [ɤɯ] | [ɯɛ] | [ɤu] | [ɤe] | [ɤɔ] |

Тона обозначаются диакритическими знаками под буквами ꤢ, ꤣ, ꤤ, ꤥ:
| ꤢ꤫       | ꤢ꤬      | ꤢ꤭       |
| ------- | ------ | ------- |
| высокий | низкий | средний |

Также в письме кая-ли присутствую знаки ꤮ для обозначения протяжной интонации и ꤯ для обозначения конца предложения.

## Латиница
Латинское письмо для западного кая возникло в 1950-е годы. Латинский алфавит для западного кая включает все 26 стандартных латинских букв, а также диграфы gn, ht, kh, ng, ny, ph, th. При этом буквы f, g, j, q, x используются только для записи имён собственных. Для записи гласных звуков западного кая используются буквы a, e, i, o, u, è, ò, ô, û. Высокий тон обозначается акутом над гласной (например, á), средний тон — гачеком (ǎ), придыхание — подбуквенным диерезисом (a̤), низкий тон на письме не обозначается.
Латинский алфавит для ману был разработан католическими миссионерами. В начале 2010-х отмечалось, что местный комитет по грамотности работает над выработкой стандартной латинской орфографии, в основу которой должен лечь диалект То-кху (Taw Khu).

## Бирманское письмо
Бирманское письмо для западного кая содержит следующие знаки:
| Инициали | Инициали | Инициали | Инициали | Инициали | Инициали | Инициали | Инициали | Инициали | Инициали | Инициали | Инициали | Инициали | Инициали | Инициали | Инициали | Инициали | Инициали | Инициали | Инициали | Инициали | Инициали | Инициали | Инициали |
| -------- | -------- | -------- | -------- | -------- | -------- | -------- | -------- | -------- | -------- | -------- | -------- | -------- | -------- | -------- | -------- | -------- | -------- | -------- | -------- | -------- | -------- | -------- | -------- |
| က        | ခ        | ဃ        | င        | စ        | ဆ        | ဇ        | ည        | တ        | ထ        | ဒ        | န        | ပ        | ဖ        | ဗ        | ဘ        | မ        | ယ        | ရ        | လ        | ဝ        | သ        | ဟ        | အ        |
| k        | kʰ       | g        | ŋ        | dʒ       | sʰ       | z        | ɲ        | t        | tʰ       | d        | n        | p        | pʰ       | b        | b        | m        | j        | r        | l        | w        | θ        | h        | ʔ        |

| Медиали | Медиали | Медиали | Медиали | Медиали | Медиали |
| ------- | ------- | ------- | ------- | ------- | ------- |
| ◌ု       | ◌ူ       | ◌ြ       | ◌ျ       | ◌ွ       | ◌ှ       |

| Финали | Финали | Финали | Финали | Финали | Финали | Финали | Финали |
| ------ | ------ | ------ | ------ | ------ | ------ | ------ | ------ |
| ◌ၲ      | ◌ီ      | ◌ိ      | ◌ံ      | ◌ဲ      | ◌ၳ      | ◌ၴ      | ◌ဴ      |

Тона обозначаются знаками ◌ၤ и ◌း.

## Примеры
- Латиница (западный кая): Liyěma a rǎmárǎdyǎ Jesǔ Krístu aklwǐalyǎ dố a ícû̌tǎ̤ dǐtû́ lǔ tahe ari-akyǎ. È ma aklwǐalyǎ ícû̌tǎ̤ dố Khwí Davi ná Abraham. (Мф. 1:1)[10]
- Латиница (ману): Lî̤ hǒo numî̌ a wě̤mǎnǎ Yeshǔ Khrǐ akhlialè dǒ a lò̤ tutṳ̌ tokhlǒ awe̤akè. A mî̌ akhlialè tuculò̤ kû̌ Khwǐdawi̤ kû̌ PhaAbraha. (Мф. 1:1)[11]
- Кая-ли (западный кая): ꤜꤤ꤬ꤛꤢꤩ꤭ꤗꤢ꤬ ꤢ꤬ ꤚꤢ꤭ꤗꤢꤚꤢ꤭ꤘꤛꤢ꤭ ꤛꤢꤩ꤬ꤏꤛꤢꤨꤋꤚꤤ ꤢ꤬ꤊꤜꤝꤤ꤭ꤢ꤬ꤜꤛꤢ꤭ ꤘꤣ ꤢ꤬ ꤤꤡꤢꤦ꤭ꤒꤟꤢ꤭ ꤘꤤ꤭ꤒꤢꤦ ꤜꤢꤨ꤭ ꤒꤢ꤬ꤟꤢꤩ꤬ ꤢ꤬ꤚꤤ꤬ꤢ꤬ꤊꤛꤢ꤭꤯ ꤢꤧ꤬ ꤗꤢ꤬ ꤢ꤬ꤊꤜꤝꤤ꤭ꤢ꤬ꤜꤛꤢ꤭ ꤤꤡꤢꤦ꤭ꤒꤟꤢ꤭ ꤘꤣ ꤋꤝꤤꤘꤢ꤬ꤠꤤ꤬ ꤔꤢ ꤖꤢꤧ꤭ꤢ꤬ꤙꤚꤟꤢ꤬ꤟꤢ꤬꤯ (Мф. 1:1)[12]
- Тайское письмо (восточный кая): ลีเออหม่า อา ราม๊าราแด เหย่ซู่ครี๊ อากลุยอาแล เด๊อ อา จิจือตา แฮเง ลู เต๊เห่ อาหรี่อาแก. อา หม่า อากลุยอาแล จิจือตาแล เด๊อ คุ๊ยดาวิด เร๊อ เพอับราฮัม. (Мф. 1:1)[13]
- Бирманское письмо (запалный кая):